# Ханабад (Кашкадар'їнська область)
38°50′42″ пн. ш. 65°56′46″ сх. д. / 38.84500° пн. ш. 65.94611° сх. д.
Ханабад (узб. Xonobod, Хонобод) — міське селище в Узбекистані, в Каршинському районі Кашкадар'їнської області.
Статус міського селища з 2009 року.